# Dion Jordan
Dion Jordan (Chandler, 5 marzo 1990) è un giocatore di football americano statunitense che gioca nel ruolo di defensive end per i San Francisco 49ers della National Football League (NFL). Fu scelto nel corso del primo giro (3º assoluto) del Draft NFL 2013 dai Miami Dolphins. Al college giocò a football all'Università dell'Oregon.

## Carriera universitaria
Jordan non giocò nella stagione 2009 coi Ducks. Nel 2010 passò dal ruolo di tight end a quello di defensive end. La sua stagione terminò con 33 tackle e 2 sack. Nella stagioni 2011, Jordan divenne stabilmente titolare, venendo inserito nella formazione ideale della Pacific 12 Conference dopo aver messo a segno 42 tackle e 7,5 sack.
Il 23 febbraio 2013, Jordan annunciò che si sarebbe sottoposto a un intervento chirurgico per riparare una frattura alla spalla, rimanendo inattivo per quattro mesi.

## Carriera professionistica

### Miami Dolphins
Considerato uno dei migliori prospetti tra i difensori selezionabili nel Draft NFL 2013, la sera del 25 aprile venne selezionato dai Miami Dolphins, che effettuarono uno scambio con gli Oakland Raiders per arrivare alla terza scelta assoluta. Il 20 luglio 2013, Jordan firmò un contratto quadriennale con la franchigia, un giorno prima dell'inizio del training camp. Debuttò come professionista nella prima gara della stagione, mettendo a segno un sack su Brandon Weeden dei Cleveland Browns. Il secondo lo fece registrare nella settimana 12 contro i Carolina Panthers. La sua stagione da rookie terminò disputando tutte le 16 partite, nessuna delle quali come titolare, mettendo a segno 26 tackle, 2 sack e 2 passaggi deviati.
Il 3 luglio 2014, Jordan fu sospeso per quattro partite dalla lega per abuso di sostanze vietate. Il 19 settembre violò lo stesso regolamento, subendo altre due giornate di punizione. Tornò in campo nella vittoria della settimana 8 contro i Jaguars in cui mise a segno 3 tackle, concludendo la stagione con 10 presenze, 20 tackle e un sack.
Risultato nuovamente positivo ai test antidoping, il 28 aprile 2015 fu sospeso per un intero anno.
Il 31 marzo 2017, Jordan fu svincolato dai Dolphins dopo avere fallito un test fisico.

### Seattle Seahawks
L'11 aprile 2017, Jordan firmò con i Seattle Seahawks. La sua stagione iniziò in lista infortunati, giocando la sua prima gara dal 2014 nel nono turno contro gli Arizona Cardinals e mettendo subito a segno un sack su Drew Stanton. In cinque gare con Seattle nel 2017 Jordan mise a segno 4 sack, più di quanti ne aveva messi a segno nel resto della carriera, e forzò il suo primo fumble, meritando la conferma per la stagione successiva. Il 14 maggio 2019 Jordan fu sospeso per 10 partite per essere stato nuovamente trovato positivo a un controllo antidoping.

### Oakland Raiders
Il 9 novembre 2019, Jordan firmò con gli Oakland Raiders. Fu immediatamente messo in lista riserve per finire di scontare la sua sospensione. Tornò nel roster attivo il 12 novembre.

### San Francisco 49ers
Jordan firmò con i San Francisco 49ers il 7 agosto 2020, e fu inserito nella squadra di allenamento per la stagione regolare.